# Tramway de Jouy-le-Châtel à Marles-en-Brie
Le tramway de Jouy-le-Châtel à Marles-en-Brie, est une des lignes de chemin de fer secondaire de Seine-et-Marne, exploitée de 1901 à 1950 par la Société générale des chemins de fer économiques (SE), dont elle constitue la deuxième ligne dans le département. Elle reliait Jouy-le-Châtel à Marles-en-Brie. La longueur de la ligne était de 23,5 km accomplis sur une voie d'un mètre de large. Elle connaît une bonne fréquentation jusqu'en 1914, la guerre désorganisant ensuite son trafic. Entre les deux guerres, l'autobus la concurrence pour le trafic de voyageurs. La ligne voit alors sa rentabilité décliner, ce qui entraina son déclin, sa fermeture et son démantèlement.

## Histoire

### Début de la ligne

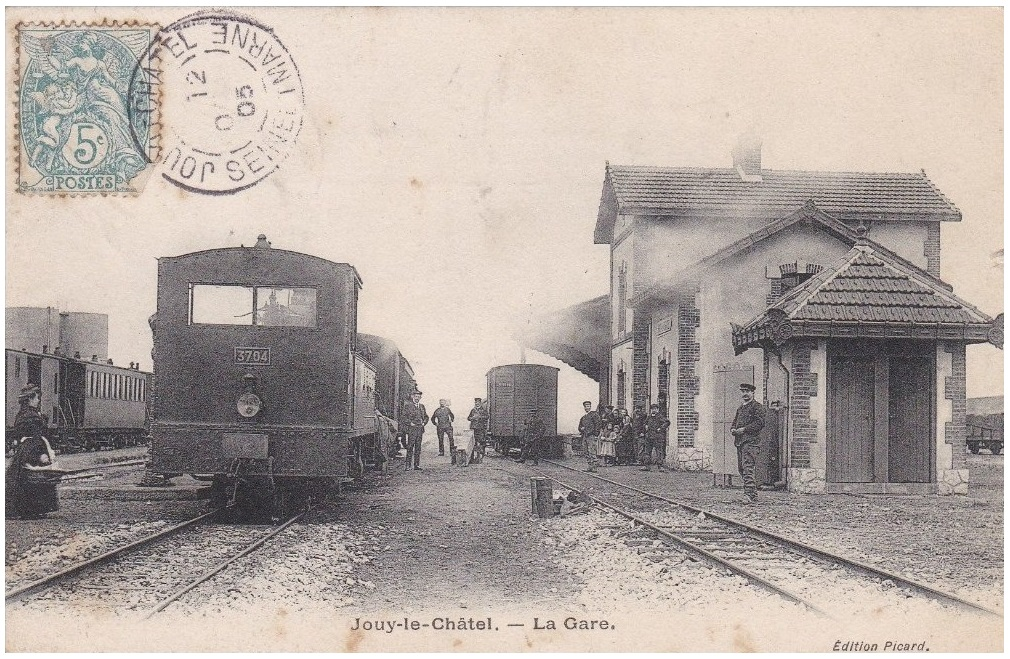
Gare de Jouy-le-Châtel au début du XXe siècle.

La ligne fut déclarée d'utilité publique le 6 mai 1899, en même temps que les autres lignes du réseau. Début 1900, les études définitives portant sur les déviations et l'emplacement des stations sont achevées. Les dossiers d'exécution des plateformes de déviation de Rozoy, Fontenay, Marles, et des stations de Vaudoy, Voinsles et Bernay sont constitués.
La fourniture de ballast est adjugée en plusieurs lots, le premier lot le 2 juin. Une augmentation de 15 à 30 % a été demandée par les soumissionnaires et, en raison de l'urgence de la livraison, le préfet en accord avec l'ingénieur en chef, accepta de majorer de 15 % le prix du mètre cube de ballast pour un montant de 69 000 francs au lieu des 60 000 prévus. La majoration est acceptée par la commission. Le deuxième lot a été adjugé le 2 juin à M. Husson moyennant le prix, selon le bordereau, d'une dépense de 68 000 francs et un supplément de 7 000 francs réservés comme à valoir. Fin août, les emplacements sont actés hormis la gare de Rozoy qui connut une modification.
Les travaux de la ligne débutèrent en octobre 1900 et la pose de la voie, effectuée par l'entreprise Cordier, commença en mai 1901 pour se terminer en avril 1902.
Le 5 avril 1902, eut lieu la tournée de reconnaissance avec un wagon de la SE tracté par une locomotive du chantier. L'exploitation commença le 21 avril suivant avec l'arrivée des locomotives. Ayant peur qu'il n'y ait un retard de livraison, à l'instar du tramway de Verneuil, la SE demanda l'autorisation au département de louer trois locomotives de son réseau de l'Allier mais ce dernier refusa en raison du coût d'une telle entreprise avant l'arrivée des locomotives. Entre-temps, le 13 avril 1902, la cérémonie de l'inauguration officielle eut lieu.
Les arrêts desservis par le tramway furent « Marles-en-Brie », « Fontenay-Trésigny », « Rozoy », « Voinsles », « Vaudoy » et « Jouy-le-Châtel ». Le 30 octobre 1904, un chef de gare « sédentaire » est installé en gare de « Rozoy ». La même année, un abri sous forme de halte de Marles est construit avec 350 francs financé par la commune.
Le montant des recettes de la ligne passe de 66 273 francs en 1906 à 66 884 francs en 1907.
Une liaison téléphonique fut installée en 1907, indispensable au bon fonctionnement de la ligne. Auparavant, les chefs de train devaient aller au centre public le plus proche, en raison de la rareté du téléphone, ce qui, durant les accidents, augmentait les retards et le temps du secours.
Le 22 août 1907, face à l'augmentation du trafic de marchandises, le département fait l'acquisition de dix nouveaux wagons : quatre wagons couverts, quatre wagons-tombereaux avec guérite et deux wagons plats à traverse mobile pour les besoins des lignes de Marles à Jouy et de Sablonnières à Bray-sur-Seine. Un quatrième train d'été fut mise en place le dimanche et les jours de fêtes du 1er mai au 30 août pour un coût de 528 francs et une recette brute de 745,45 francs. La desserte n'étant pas onéreuse, le conseil général décida son prolongement jusqu'au 1er novembre. Le bénéfice est estimé quasiment nul pour la période hivernale. Cependant, il est décidé de prolonger ce service jusqu'au 1er janvier 1909 afin de voir les bénéfices que peut apporter le train supplémentaire. Ce service supplémentaire perdura jusqu'en 1914.
Avec l'approbation du département le 16 avril 1912, un abri est construit à Fontaine-Pépin pour une dépense évaluée à 500 francs. La commune de Jouy-le-Châtel y participe à hauteur de 250 francs. Puis pour 1914, la création d'un abri pour la halte Planoy est acté pour 400 francs, dont la moitié est payée par la commune.

### La première guerre mondiale

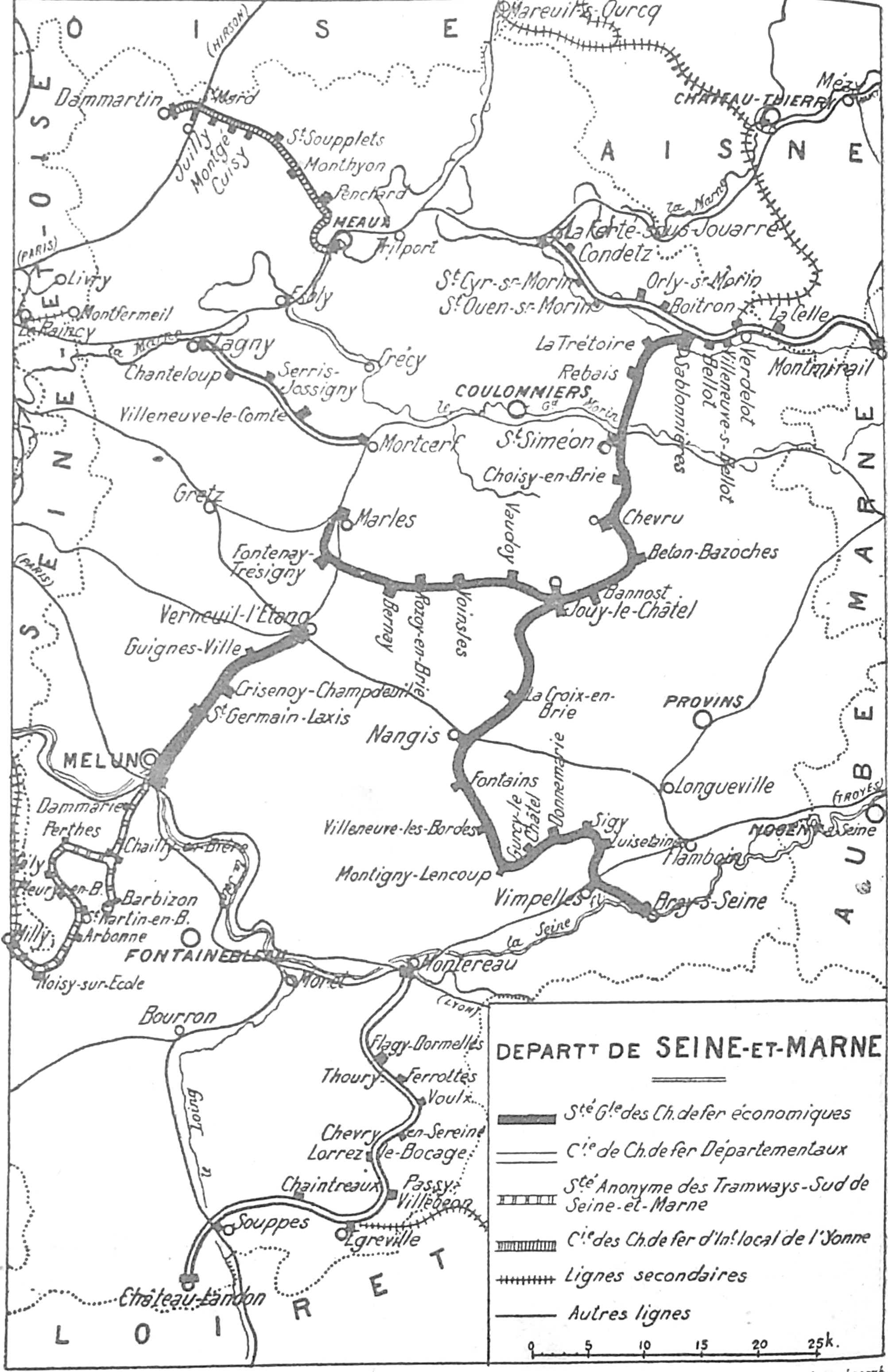
Plan du réseau des voies ferrées d'intérêt local du département de Seine-et-Marne, vers 1928.

Même avant 1914, la ligne d'autobus de Melun à Coulommiers commença à concurrencer le tramway surtout pour Rozay-en-Brie ou Bernay-Vilbert.
La ligne fut peu engagée par l'effort de guerre. Le 1er août, la ligne participa au transport de troupes avec trois circulations aller-retour jusqu'au 8 août, date à laquelle le service passe à deux allers-retours pour les besoins civils alors que de nombreux trains spéciaux de marchandises sont mis en place pour des transports de ravitaillement de l'armée. Durant le reste du conflit, elle fut surtout concernée par le transport de marchandises comme de la paille ou du fourrage pour les besoins des dépôts et le ravitaillement de l'armée. Le trafic est alors limité à deux allers-retours quotidiens. À partir du 2 septembre, pour le transport des réfugiés, des voitures supplémentaires furent mises en service à chaque train. Face à l'avancée allemande, le service fut suspendu du 5 au 25 septembre et le matériel déplacé à Bray-sur-Seine.
À la fin du conflit, l'atelier de Jouy-le-Châtel commença la remise en état du matériel de la ligne.

### La fin de la ligne

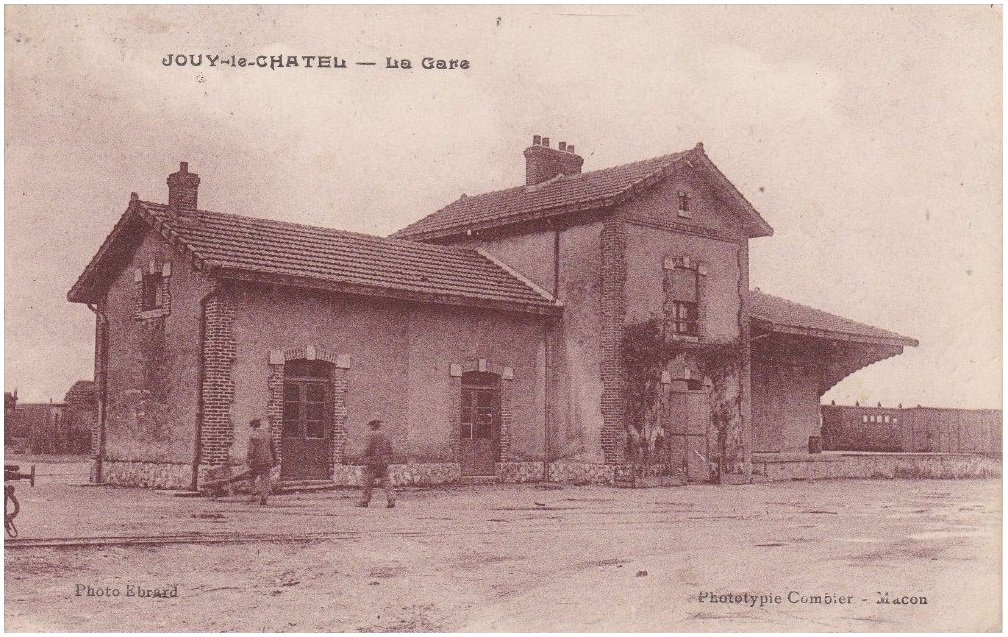
Gare de Jouy-le-Châtel au début du XXe siècle.

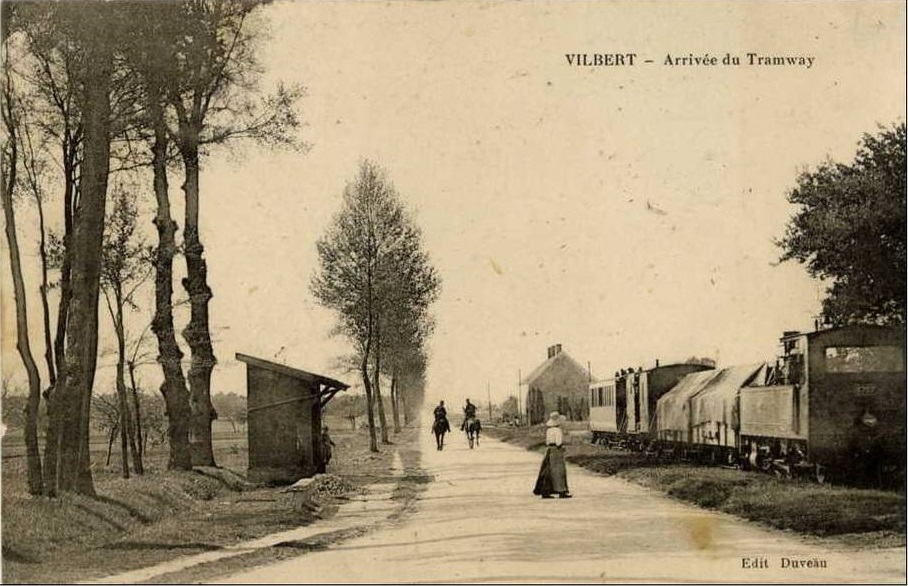
Halte de Vilbert du tramway de Marles-en-Brie à Jouy-le-Châtel.

Le service reprit progressivement jusqu'au début de 1919 avec deux allers-retours qui subsistèrent quasiment jusqu'à la fin de la ligne. En 1923, le trafic est de 27 600 voyageurs.
À partir de ce moment-là, la ligne, qui avant la guerre était excédentaire, devint gravement déficitaire. En effet, la marche lente des trains mixtes voyageurs-marchandises et l'apparition des autobus effectuant une desserte plus efficace, firent déserter la ligne par les voyageurs.
La baisse de trafic incita le département à se pencher sur l'avenir de la ligne. Lors de la séance du 26 septembre 1933, le département décida de fermer la ligne au trafic de voyageurs. Ce dernier fut arrêté en janvier 1934.
Le transport de marchandises continua seulement sous forme d'un service postal, assuré tous les jours, même le dimanche et les jours de fêtes à raison d'un train par jour, ainsi que pour le transport saisonnier de betteraves. En juillet 1934, la compagnie demanda au Conseil général l'arrêt du service postal, ce qui lui fut refusé. Le transport de marchandises fut maintenu jusqu'au 1er septembre 1938.
La ligne fut cependant préservée au moment de l'entrée en guerre de la France lors de la Seconde Guerre mondiale. À cause de la suppression des services routiers, la ligne fut rouverte de Jouy-le-Châtel à Fontenay-Trésigny jusqu'en 1948. Le tronçon de Fontenay-Trésigny à Marles-en-Brie fut déféré en 1944. En 1950, le département constatant que les transports routiers étaient redevenus normaux, décida de fermer définitivement ce tronçon le 1er juillet 1950 et le reste de la ligne le 21 mars 1951.